# Saint Michel terrassant le démon (Raphaël)

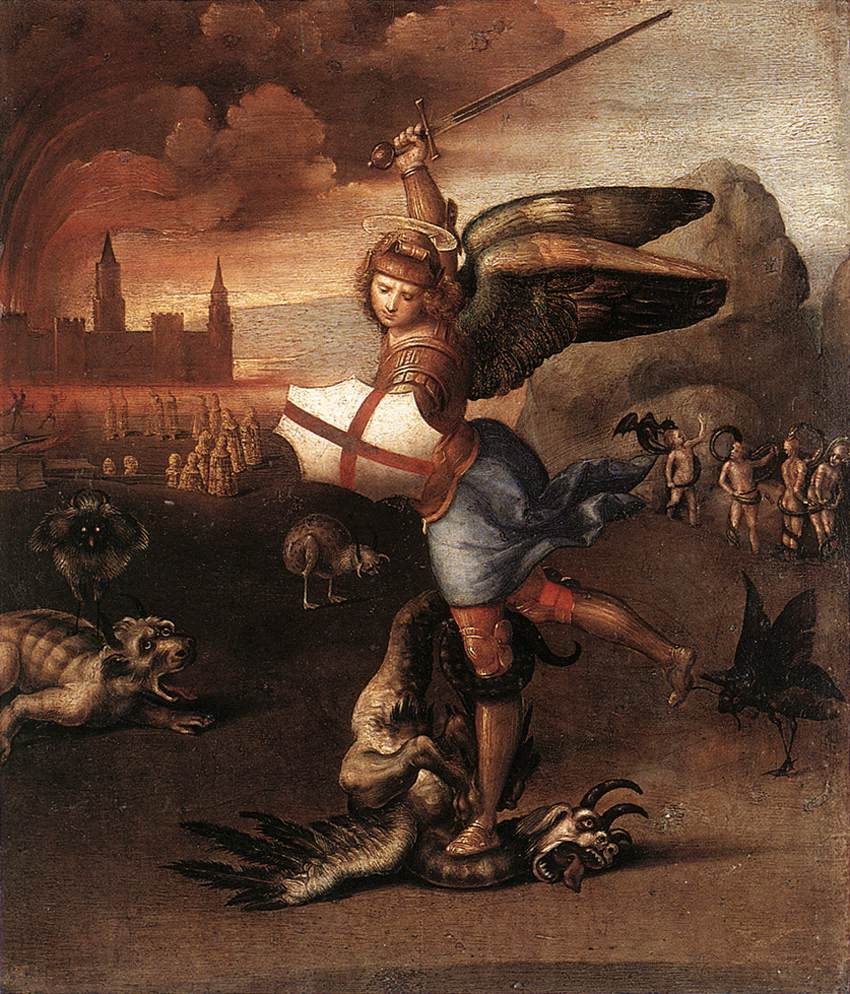
Petit Saint Michel (1505) musée du Louvre.

Pour les articles homonymes, voir Saint Michel terrassant le démon.
Saint Michel terrassant le démon  ou Le Grand Saint Michel est une peinture à l'huile (268 × 160 cm) de Raphaël, réalisée en 1518, pendant la période romaine de l'artiste. Le tableau est actuellement conservé au musée du Louvre, à Paris. Il est daté et signé sur la bordure de la tunique « RAPHAEL URBINAS M·D·X·VIII » . 

## Histoire
L'œuvre a été commandée en 1518 par le pape Léon X (Jean de Médicis) pour être offerte à François Ier, roi de France, à l'occasion du mariage de Laurent II de Médicis, neveu du pape, avec Madeleine de La Tour d'Auvergne. 
Un contemporain de Raphaël, Sebastiano di Venezia, a écrit à Michel-Ange en juillet 1518 pour se plaindre de la coloration du tableau et du contraste exagéré entre les deux parties.
Le travail serait de la main de Giulio Romano, qui, selon l'historien de l'art Eugène Müntz avait tendance à « forcer »  l'utilisation du noir afin d'« obtenir un effet plus puissant ». Afin de corriger les problèmes de coloration, la peinture fut restaurée en 1530 par Le Primatice,. Après une restauration supplémentaire en 1685, il a été transféré sur une toile en 1753.
Les premières informations concernant cette œuvre la situent à Fontainebleau puis dans le Cabinet du Roi au Louvre, aux Tuileries et à Versailles (Chambre du Roi). 
Le Grand Saint Michel devient le symbole de la puissance royale. 
Un peu plus d'une décennie auparavant (1505), Raphaël avait réalisé le Petit Saint Michel dont le combat oppose l'archange à un dragon (31 × 26 cm), tableau conservé également  au musée du Louvre.
Le tableau est aujourd'hui exposé dans la Grande Galerie du Louvre.

## Thème
Le combat de l'archange saint Michel contre le Démon est évoqué dans l'Apocalypse de saint Jean (12-7). 
À l'issue de la lutte de l'archange contre les anges rebelles, le Démon est terrassé et précipité sur la Terre.
Dans cette œuvre, le thème de l'archange puissant et d'une grande beauté face au monstre d'une grande laideur (représentant symboliquement les ennemis de l'Église, il peut être figuré en dragon) est une flatterie à l'égard de l'ordre de Saint-Michel, dont le roi était grand-maître et  dont l'existence était le gage de l'union de la France et de l'Église, renouvelée à cette date afin de lutter contre les Turcs.

## Description
Le tableau est une peinture à l'huile sur toile de 2,68 × 1,60 m.
Au centre du tableau, l'archange saint Michel, est debout en équilibre sur sa jambe droite posée  sur le dos du démon prostré au bas du tableau ; l'archange qui porte une armure antique pointe sa lance, tenue des deux mains,  vers le démon équipé  d'étranges cornes et des ailes en peau de serpent : il se trouve dans la partie basse du tableau dans une zone brune de rochers alors que l'archange a, en arrière-plan, un ciel bleu clair et un vaste paysage de collines et de lacs. 

## Analyse
Le tableau représente l'archange Michel (chef des milices célestes) dans le combat contre le démon (les ennemis de l'Église) devant un vaste paysage peut-être une allusion à la devise de l'ordre de saint Michel « Immensi tremor oceani ».